# Henrik Orwander
Carl Henrik Thomas Orwander, född Orvander 24 augusti 1977 i Sundbyberg, är en svensk artist och skådespelare.

## Biografi
Henrik Orwander är utbildad vid Balettakademiens yrkesutbildning i Göteborg åren 2002–2005.
Orwander har arbetat som skådespelare och sångare i flera teaterproduktioner, bland annat Mamma Mia!, och han körar även i filmatiseringen av densamma. Han har deltagit i huvudrollen i Singin in the rain på Oscarsteatern i Stockholm. Han har spelat huvudrollen i Footloose på Intiman i Stockholm samt i Örebro som fick mycket positiva recensioner. I Queenmusikalen We Will Rock You som spelades på Cirkus i Stockholm, hade Henrik Orwander en av huvudrollerna.
Orwander är även sångare i gruppen The Fantastic Four som slog igenom 2007 och som 2012 vann World Championship of Performing Art i Hollywood, Los Angeles. Han har medverkat i ett flertal TV-produktioner.
Han är utbildad vid Berghs School of Communication och var 2013 med om att starta företaget Knivbrev.

## Teater

### Roller (ej komplett)
| År   | Roll           | Produktion                                           | Regi             | Teater            |
| ---- | -------------- | ---------------------------------------------------- | ---------------- | ----------------- |
| 2005 | Eddie          | Mamma Mia! Björn Ulvaeus, Benny Andersson            | Paul Garrington  | Cirkus            |
| 2008 | Ren            | Footloose Tom Snow, Dean Pitchford och Walter Bobbie | Roine Söderlundh | Intiman           |
| 2010 | Britney Spears | We will rock you Ben Elton och Queen                 | Ben Elton        | Cirkus, Stockholm |